# Fédération brésilienne de tennis
La Fédération brésilienne de tennis organise le tennis au Brésil et met en place un système de classement et de compétition nationale notamment pour la composition de l'équipe du Brésil de Coupe Davis. Elle est affiliée à la Fédération internationale de tennis.